# نمی‌دانیم و نخواهیم دانست

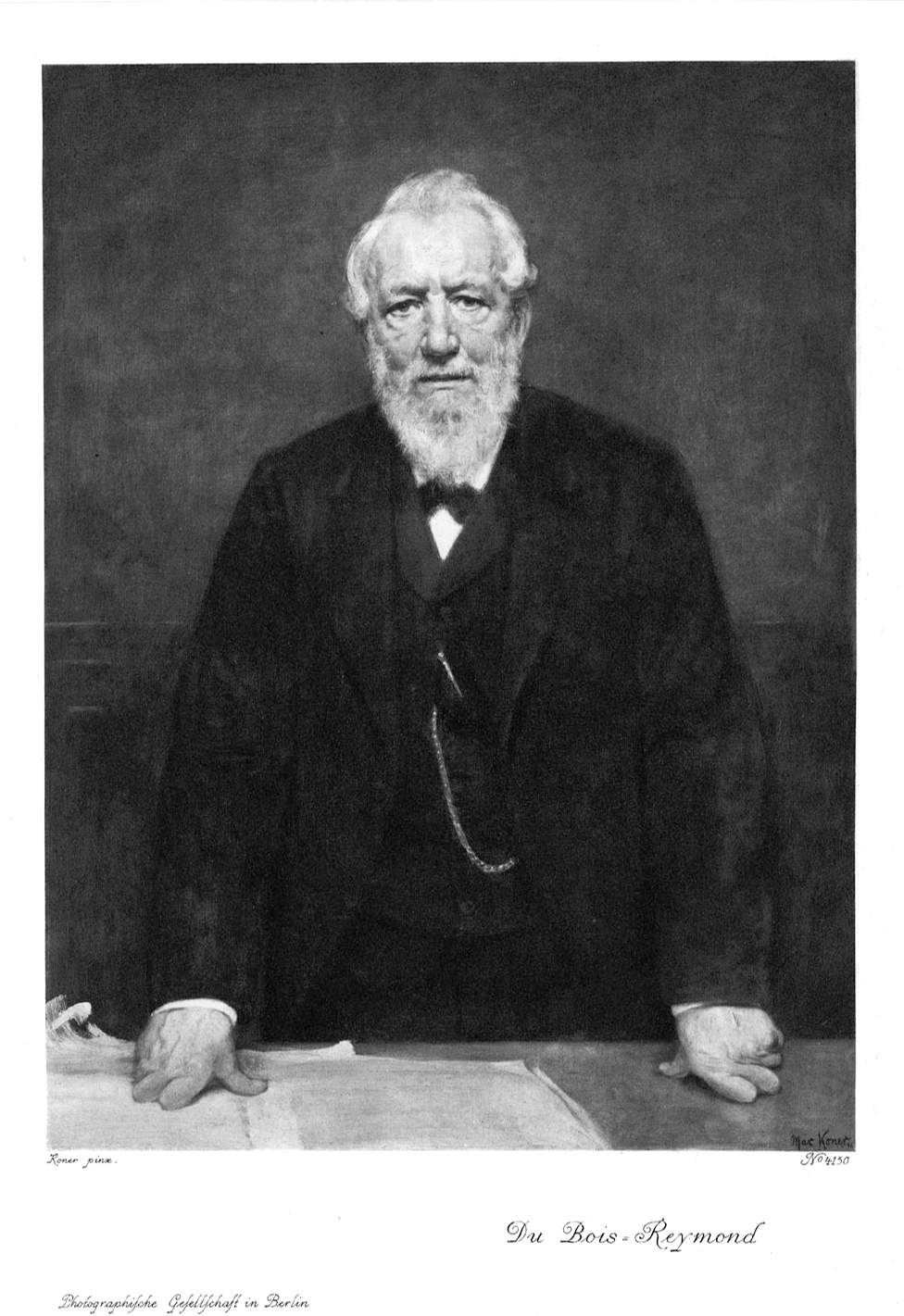
امیل دو بوآ ریمون (۱۸۱۸–۱۸۹۶) مروج اصل «ما نمی‌دانیم و نخواهیم دانست» (فوتوگراور نقاشی توسط ماکس کونر)

نمی‌دانیم و نخواهیم دانست (به لاتین: Ignoramus et ignorabimus) اصلی لاتینی که قرن نوزدهم بر وضعیت حدود معرفت علمی واقع شد. اعتبار این سخن به فیزیولوژیست آلمانی امیل دو بوا-ریمون در کتاب در حدود فهم ما از طبیعت (به آلمانی: Über die Grenzen des Naturerkennens) بر می‌گردد.

## هفت معمای جهان
امیل دو بوآ-ریمون این عبارت را چیزی که او هفت «معمای جهان» نامید در سخنرانی مشهور ۱۸۸۰ در فرهنگستان علوم پروس مطرح کرد.

او سه تا از هفت معمای جهان را تعیین کرد و اذعان داشت که نه علم و نه فلسفه هرگز نمی‌توانند پاسخی برایشان پیدا کنند. چرا که متعالی هستند. از این معماها، او سه مورد را تحت متعالی بودن عنوان کرد ۱. طبیعت نهایی ماده و نیرو ۲. منشأ جنبش … ۵. منشأ حسیات ساده، پرسشی کاملاً متعالی.

## واکنش هیلبرت
داوید هیلبرت اظهار داشت که چنین تصوری از توانایی و شناخت انسانی به‌شدت بدبینانه است. ما می‌توانیم پاسخ بسیاری از این پرسش‌ها را پیدا کنیم، و با لاینحل انگاشتن آنها ما فهم خویش را محدود می‌کنیم.
در ۱۹۰۰، در خطابه مجمع جهانی ریاضیدانان در پاریس، هیلبرت اظهار داشت که پاسخ به پرسش‌های ریاضیات با کوشش انسان ممکن است، او اعلان داشت «در ریاضیات نمی‌دانیم وجود ندارد»، و همچنین او با دیگر فرمالیست‌ها در اوایل قرن بیستم برای انتشار بنیان‌های ریاضیات کار می‌کرد.

در ۸ سپتامبر ۱۹۳۰ هیلبرت دیدگاهش را در خطابه مشهور جامعه دانشمندان و فیزیکدانان آلمان در کنیگسبرگ این چنین تشریح کرد:

## جوابیه جامعه‌شناسی
ولف لپنیز جامعه‌شناس نخواهیم دانست را مورد بحث قرار می‌دهد که نگاه بوا-ریمون واقعاً به معنیِ عقب نشستن در ادعایش برای علم و رسیدن به آن نبوده‌است: «در حقیقت به طور باورنکردنی این خود-اطمینانی، تکبری علمی با وجهٔ فروتنی است».